# Basketball-Bundesliga 2014-2015
La Basketball Bundesliga 2014–15, chiamata per ragioni di sponsorizzazione Beko Basketball Bundesliga, è stata la 49ª edizione del massimo campionato tedesco. La vittoria finale è stata appannaggio del Brose Bamberg.

## Regolamento
Le due squadre retrocesse in ProA al termine della Regular Season 2013-2014, ovvero Würzburg Baskets e RASTA Vechta, sono state rimpiazzate dalle neopromosse BG 74 Göttingen e Crailsheim Merlins.
Le 18 squadre partecipanti disputano un girone unico all'italiana, con partite d'andata e ritorno. Al termine della stagione regolare, le prime otto classificate sono ammesse ai play-off per il titolo. Le ultime due classificate retrocedono direttamente in ProA.

## Regular season
|     | Squadra                       | Pt. | G  | V  | P  | PF   | PS   | Diff. | Qualificazione     |
| --- | ----------------------------- | --- | -- | -- | -- | ---- | ---- | ----- | ------------------ |
| 1.  | Brose Bamberg                 | 58  | 34 | 29 | 5  | 2872 | 2389 | +483  | playoffs           |
| 2.  | ALBA Berlin                   | 56  | 34 | 28 | 6  | 2875 | 2496 | +379  | playoffs           |
| 3.  | Bayern Monaco                 | 52  | 34 | 26 | 8  | 3043 | 2555 | +488  | playoffs           |
| 4.  | Telekom Baskets Bonn          | 46  | 34 | 23 | 11 | 2856 | 2738 | +118  | playoffs           |
| 5.  | ratiopharm Ulm                | 42  | 34 | 21 | 13 | 2839 | 2846 | -7    | playoffs           |
| 6.  | Fraport Skyliners             | 40  | 34 | 20 | 14 | 2635 | 2565 | +70   | playoffs           |
| 7.  | EWE Baskets Oldenburg         | 38  | 34 | 19 | 15 | 2748 | 2681 | +67   | playoffs           |
| 8.  | MHP Riesen Ludwigsburg        | 34  | 34 | 17 | 17 | 2727 | 2676 | +51   | playoffs           |
| 9.  | Basketball Löwen Braunschweig | 34  | 34 | 17 | 17 | 2619 | 2653 | -34   |                    |
| 10. | BG 74 Göttingen               | 32  | 34 | 16 | 18 | 2745 | 2832 | -87   |                    |
| 11. | Artland Dragons               | 30  | 34 | 15 | 19 | 2744 | 2773 | -19   |                    |
| 12. | Mitteldeutscher               | 28  | 34 | 14 | 20 | 2558 | 2686 | -128  |                    |
| 13. | Phoenix Hagen                 | 22  | 34 | 11 | 23 | 2701 | 2857 | -156  |                    |
| 14. | Walter Tigers Tübingen        | 22  | 34 | 11 | 23 | 2729 | 2928 | -198  |                    |
| 15. | Eisbären Bremerhaven          | 20  | 34 | 10 | 24 | 2622 | 2810 | -188  |                    |
| 16. | medi Bayreuth                 | 20  | 34 | 10 | 24 | 2532 | 2734 | -202  |                    |
| 17. | TBB Trier                     | 16  | 34 | 8  | 23 | 2445 | 2703 | -258  | retrocesse in ProA |
| 18. | Crailsheim Merlins            | 16  | 34 | 8  | 26 | 2568 | 2947 | -379  | ripescata          |

## Playoff
|  | Quarti di finale | Quarti di finale  | Quarti di finale |               |               | Semifinali   | Semifinali | Semifinali |  |  | Finali | Finali    | Finali |
|  |                  |                   |                  |               |               |              |            |            |  |  |        |           |        |
|  | 1.               | Bamberger         | 3                |               |               |              |            |            |  |  |        |           |        |
|  | 8.               | R. Ludwigsburg    | 0                |               |               |              |            |            |  |  |        |           |        |
|  | 8.               | R. Ludwigsburg    | 0                |               | 1.            | Bamberger    | 3          |            |  |  |        |           |        |
|  |                  |                   |                  |               | 1.            | Bamberger    | 3          |            |  |  |        |           |        |
|  |                  | 5.                | Ulma             | 0             |               |              |            |            |  |  |        |           |        |
|  | 4.               | 5.                | Ulma             | 0             | Telekom Bonn  | 2            |            |            |  |  |        |           |        |
|  | 4.               |                   |                  |               | Telekom Bonn  | 2            |            |            |  |  |        |           |        |
|  | 5.               | Ulma              | 3                |               |               |              |            |            |  |  |        |           |        |
|  |                  |                   |                  |               |               |              |            |            |  |  | 1.     | Bamberger | 3      |
|  |                  |                   | 3.               | Bayern Monaco | 2             |              |            |            |  |  |        |           |        |
|  | 2.               | Alba Berlino      | 3                |               |               |              |            |            |  |  |        |           |        |
|  | 7.               | EWE Oldenburg     | 0                |               |               |              |            |            |  |  |        |           |        |
|  | 7.               | EWE Oldenburg     | 0                |               | 2.            | Alba Berlino | 2          |            |  |  |        |           |        |
|  |                  |                   |                  |               | 2.            | Alba Berlino | 2          |            |  |  |        |           |        |
|  |                  | 3.                | Bayern Monaco    | 3             |               |              |            |            |  |  |        |           |        |
|  | 3.               | 3.                | Bayern Monaco    | 3             | Bayern Monaco | 3            |            |            |  |  |        |           |        |
|  | 3.               |                   |                  |               | Bayern Monaco | 3            |            |            |  |  |        |           |        |
|  | 6.               | Skyl. Francoforte | 1                |               |               |              |            |            |  |  |        |           |        |

| Basketball-Bundesliga 2014-2015 |
| ------------------------------- |
| Brose Bamberg 7º titolo         |

## Squadra vincitrice
| N°   | Naz.                   | Ruolo | Sportivo          |      | Alt. |  |
| ---- | ---------------------- | ----- | ----------------- | ---- | ---- |  |
| 4    | Croazia (bandiera)     | C     | Dalibor Bagarić   | 1980 | 216  |  |
| 6    | Stati Uniti (bandiera) | A     | Darius Miller     | 1990 | 203  |  |
| 7    | Stati Uniti (bandiera) | GA    | Ryan Thompson     | 1988 | 200  |  |
| 9    | Germania (bandiera)    | G     | Karsten Tadda     | 1988 | 190  |  |
| 10   | Germania (bandiera)    | AC    | Daniel Theis      | 1992 | 204  |  |
| 11   | Stati Uniti (bandiera) | G     | Brad Wanamaker    | 1989 | 193  |  |
| 12   | Germania (bandiera)    | G     | Daniel Schmidt    | 1990 | 185  |  |
| 13   | Lettonia (bandiera)    | P     | Jānis Strēlnieks  | 1989 | 192  |  |
| 15   | Stati Uniti (bandiera) | AP    | Josh Duncan       | 1986 | 203  |  |
| 17   | Germania (bandiera)    | G     | Andreas Obst      | 1996 | 190  |  |
| 20   | Germania (bandiera)    | A     | Elias Harris      | 1989 | 201  |  |
| 21   | Nigeria (bandiera)     | C     | Trevor Mbakwe     | 1989 | 207  |  |
| 32   | Germania (bandiera)    | G     | Johannes Thiemann | 1994 | 203  |  |
| 55   | Stati Uniti (bandiera) | P     | Dawan Robinson    | 1982 | 191  |  |
| All. | Italia (bandiera)      |       | Andrea Trinchieri |      |      |  |

## Premi e riconoscimenti
- MVP regular season:  Jamel McLean, ALBA Berlin
- MVP finals:  Brad Wanamaker, Brose Bamberg
- Allenatore dell'anno:  Saša Obradović, ALBA Berlin
- Attaccante dell'anno:  D.J. Kennedy, EnBW Ludwigsburg
- Difensore dell'anno:  Cliff Hammonds, ALBA Berlin
- Giocatore più migliorato:  Johannes Voigtmann, Skyliners Frankfurt
- Premio Pascal Roller:  Per Günther, ratiopharm Ulm
- Rookie dell'anno:  Johannes Voigtmann, Skyliners Frankfurt
- All-BBL First Team:
  - G  Brad Wanamaker, Brose Bamberg
  - G  Alex Renfroe, ALBA Berlin
  - F  D.J. Kennedy, EnBW Ludwigsburg
  - F  Jamel McLean, ALBA Berlin
  - C  John Bryant, Bayern Monaco
- All-BBL Second Team:
  - G  Khalid El-Amin, Göttingen
  - G  Nihad Đedović, Bayern Monaco
  - F  Ryan Thompson, Brose Bamberg
  - F  Raymar Morgan, Göttingen
  - C  Tim Ohlbrecht, Ratiopharm Ulm